# 光る壁画
『光る壁画』（ひかるへきが）は、吉村昭の小説。1980年4月19日から9月23日まで、155回にわたり『読売新聞』朝刊で連載され、1981年に新潮社から単行本が刊行された。1984年にラジオドラマ化、2011年にテレビドラマ化された。

## 概要
東京大学の医師とカメラ会社の人々が、胃カメラを開発した実話にフィクションを加えて描かれた小説。小説中では開発者3人のうち宇治達郎、杉浦睦夫は実名で登場するが、深海正治は曾根菊男という名前になっている。また、カメラ会社の名前も「オリオンカメラ」としている。
小説では世界で初めて胃カメラを開発したとなっているが、史実では胃カメラは1898年にドイツで発明され、体内撮影が行われている。その後もいくつかの胃カメラが開発されたが実用化はできず、日本で初めて実用化された。この小説は、実用化を目指して胃カメラを開発した人々の物語である。宇治らが開発した胃カメラも臨床現場では使い物にならず半ば放棄されたような状況になったが、独自に研究を進めていた東大病院本院の﨑田隆夫達、研究を支援した深海、中坪寿雄、松橋章をはじめとする技術者や関係者により実用化され、今日の内視鏡医療発展の基礎となった。小説を基にしたドラマがラジオやテレビで放送された。

## ラジオドラマ
1984年11月23日の20時05分 - 21時55分に、NHKラジオ第1放送において「ラジオ週間特集 ワイドドラマスペシャル『光る壁画』：胃カメラの誕生」として、二部構成にて放送された。

### キャスト（ラジオドラマ）
- 榎木孝明
- 中井貴惠
- 有川博
- 坂部文昭

### スタッフ（ラジオドラマ）
- 原作：吉村昭
- 脚本：山田正弘
- 演出：伊藤豊英
- 音楽：森ミドリ

## テレビドラマ
2011年10月1日の21時00分 - 22時51分に、テレビ朝日系列において『オリンパスドラマスペシャル 光る壁画』として、オリンパスの一社提供にて放映された。視聴率6.8%。開発者3人のうち宇治達郎は梶哲朗、杉浦睦夫は松浦辰男、深海正治は原作と同じ曾根菊男という名前で登場する。

### キャスト（テレビドラマ）
- 曾根菊男：佐藤隆太
- 曾根京子：加藤あい
- 梶哲朗：中村俊介
- 塚本修二郎：市川亀治郎
- 佐藤敏夫：寺島進
- 松浦安代：星野真里
- 今村始：塚本高史（友情出演）
- 坂上貞三：大杉漣
- 松浦辰男：萩原聖人
- 野口市雄：升毅
- 大畑光子：朝加真由美
- 鶴田忍
- 中山卓也
- 趙珉和
- 入山法子
- 趣里

ほか

### スタッフ（テレビドラマ）
- 原作：吉村昭
- 脚本：後藤法子
- 監督：高橋伸之
- 音楽：遠藤浩二
- 特別協力：丹羽寛文
- 取材協力：今井光之助、寺田昌章、藤田安幸、東京大学医学部附属病院（健康と医学の博物館）、京都府立医科大学
- 資料協力：日本顕微鏡工業会、日本医科器械資料保存協会
- 零戦機レプリカ：大澤製作所（大澤克俊）
- 技術協力：IMAGICAウェスト
- プロダクション協力：松竹京都撮影所
- プロデューサー：田中芳之、西勇哉（テレビ朝日）／中嶋等、嶋村希保（松竹株式会社）
- 製作：テレビ朝日、松竹株式会社